# Raúl Zibechi
Raúl Zibechi (Montevideo, 25 de gener de 1952) és un escriptor i pensador i activista uruguaià. Dedicat al treball amb els moviments socials a l'Amèrica Llatina, investiga des de fa dècades processos de resistència, pobles, nacions, col·lectius i sectors populars que lideren lluites contrahegemòniques al continent americà. D'ençà el 1995, ha publicat una vintena de llibres paral·lelament als seus article periodístics.

## Biografia
Entre 1969 i 1973 va ser militant del Front Estudiantil Revolucionari (FER), agrupació estudiantil vinculada al Moviment d'Alliberament Nacional Tupamaros. Sota la dictadura militar, iniciada en 1973, va ser activista en la resistència al règim fins que el 1975 es va exiliar a Buenos Aires, i el 1978, després del cop militar a l'Argentina, a Madrid, on va estar vinculat durant més de deu anys al Moviment Comunista en tasques d'alfabetització de camperols i en el moviment antimilitarista contra l'OTAN.
Cap a la meitat de la dècada del 1980, va començar a publicar articles en revistes i periòdics d'esquerra (Página Abierta, Egin, Liberación) i en mitjans llatinoamericans (Página/12, a l'Argentina, i Mate amargo, a l'Uruguai). En tornar a l'Uruguai, va publicar en el setmanari Brecha, del qual es va convertir en editor de la secció internacional i va guanyar el Premi José Martí de Periodisme per les seves anàlisis del moviment social argentí a l'entorn de la insurrecció del 19 i 20 de desembre de 2001. També va treballar en la revista ecologista Tierra Amiga, entre 1994 i 1995.
Des de 1986, com a periodista i investigador-militant ha recorregut gairebé tots els països de l'Amèrica Llatina, amb especial èmfasi a la regió andina. Coneix bona part dels moviments de la regió i col·labora en tasques de formació i difusió amb els moviments urbans argentins, camperols paraguaians, comunitats indígenes bolivianes, peruanes, maputxe i colombianes. Tot el seu treball teòric està destinat a comprendre i defensar els processos organitzatius d'aquests moviments.

## Pensament
L'anàlisi dels moviments socials llatinoamericans el va dur a afirmar que existeixen importants diferències respecte dels els europeus i nord-americans, atès que es tracta de moviments territorialitzats, en què els membres dels sectors socials que els integren (indígenes, camperols, sectors populars urbans) viuen d'una altra manera, emfatitzant la diferència social i cultural com a eix del canvi social.
Als territoris controlats pels moviments, predominen relacions socials no capitalistes, és a dir: valors d'ús per sobre de valors de canvi; la salut i l'educació no són mercaderies i es practiquen de manera diferent de com ho fa la societat hegemònica; es creen sovint formes de poder no estatal, sobre la base de l'assemblea, que és l'òrgan col·lectiu de decisió, com les Juntes de Bon Govern a Chiapas, els cabildos a les regions del poble nasa a Colòmbia o les casernes aimares a l'Altiplà bolivià, per exemple.
Aquest conjunt de característiques li van permetre afirmar que la categoria «moviments socials» no és adequada per comprendre l'acció social a l'Amèrica Llatina, per la qual cosa ha encunyat el concepte de «societats en moviment», que remet al conjunt de relacions socials diferents a les hegemòniques i que constitueixen un altre món en moviment, en el doble sentit de resistir al model socioeconòmic dominant i, alhora, al procés de creació política d'un món nou a partir d'aquestes relacions socials territorialitzades. En aquest sentit, bona part de la seva feina consisteix a mostrar l'existència de relacions socials no capitalistes entre els oprimits, però també a visibilitzar com els moviments són portadors d'un món nou, a diferència de la concepció clàssica que els considera com a simples mitjans per a lluitar per la conquesta del poder polític estatal.

## Obra publicada
- Tiempos de colapso II. Los pueblos rompen el cerco, Zambra, Desdeabajo, Bajo Tierra, Quimantú, 2021.
- Repensar el Sur. Las luchas del pueblo mapuche, Cátedra Jorge Alonso, Guadalajara, 2020.
- Tiempos de colapso. Los pueblos en movimiento, Zambra, Desdeabajo, Quimantú, 2020.
- Nuevas derechas, nuevas resistencias, Quimantú y Desdeabajo, 2019.
- Los desbordes desde abajo. 1968 en América Latina, Desdeabajo, Bogotá, 2018.
- No secarán la tierra (con prólogo de Marcelo Giraud y poemas de Eugenia Segura), Grito Manso, Mendoza, Argentina, 2017.
- Zonas de dignidad. Extractivismo y resistencias, Editorial Tierra del Sur, Buenos Aires, 2017.
- Movimientos sociales en América Latina. El mundo otro en movimiento, Desdeabajo, Bogotá, 2017.
- Cambiar el mundo desde arriba. Los límites del progresismo (en coatuoría con Decio Machado), Desdeabajo (Bogotá), Quimantú (Santiago), 2016; Zambra-Baladre (Málaga), 2017.
- Latiendo Resistencia. Mundos Nuevos y Guerras de Despojo, El Rebozo (Oaxaca), 2015; Zambra-Baladre (Málaga), Quimantú (Santiago), 2016.
- Descolonizar el pensamiento crítico y las prácticas emancipatorias, Bajo Tierra Ediciones, Quimantú y Zambra-Baladre, 2014; Desdeabajo, Quimantú, 2015.
- Preservar y compartir. Bienes comunes y movimientos sociales, (en coautoría con Michael Hardt), Mardulce, Buenos Aires, 2013.
- Brasil Potencia. Entre la integración regional y un nuevo imperialismo, (Desdeabajo, Quimantú, Bajo Tierra, Lavaca, PDTG y Zambra-Baladre, 2012).
- Universidad en movimiento. Debates y memorias del X Congreso Iberoamericano de Extensión Universitaria (Editor), Extensión Libros, Nordan, El Colectivo, Montevideo, 2011.
- América Latina: Contrainsurgencia y pobreza, Desdeabajo, Bogotá, 2010 (Quimantú, Santiago de Chile, Pez en el Árbol, México, Lavaca, Buenos Aires y Zambra-Baladre, Málaga bajo el título Política y Miseria).
- Territorios en resistencia. Cartografía política de las periferias latinoamericanas, Lavaca, Buenos Aires, 2008 y Zambra-Baladre, Málaga, 2012.
- Autonomías y emancipaciones. América Latina en movimiento, Univ. San Marcos y Bajo Tierra, Lima y México, 2007 y 2008.
- De multitud a clase. Formación y crisis de una comunidad obrera (Juan Lacaze, 1905-2005), Ideas, Montevideo, 2006.
- Dispersar el poder. Los movimientos como poderes antiestatales, Tinta Limón y Textos Rebeldes, Buenos Aires y La Paz, 2006.
- Genealogía de la revuelta. Argentina, una sociedad en movimiento, Letra Libre, La Plata, 2003.
- Para que el pueblo decida. La experiencia del referéndum contra la ley de impunidad en Uruguay (1986-1989), (en coautoría con María Delgado y Marisa Ruiz), Instituto de Defensa Legal, Lima, 2000.
- La mirada horizontal. Movimientos sociales y emancipación, Nordan, Montevideo, 1999.
- La revuelta juvenil de los 90. Las redes sociales en la gestación de una cultura alternativa, Nordan, Montevideo, 1997.
- Los arroyos cuando bajan. Los desafíos del zapatismo, Nordan, Montevideo, 1995.